# Stazione di Roccastrada
La stazione di Roccastrada è una stazione ferroviaria della linea Siena–Grosseto situata a sud di Roccastrada, in provincia di Grosseto.
È classificata nella categoria Bronze di RFI.
Il servizio passeggeri è svolto in esclusiva da parte di Trenitalia, controllata del gruppo Ferrovie dello Stato, per conto della Regione Toscana. I treni sono di tipo Regionale e in totale sono circa dieci i treni che effettuano servizio in questa stazione e le loro principali destinazioni sono: Firenze Santa Maria Novella, Siena, Orbetello e Grosseto.
La stazione di Roccastrada è poco utilizzata dagli abitanti della cittadina, in quanto è situata 8 chilometri a sud del paese in una piana scarsamente abitata tra le propaggini di Monte Leoni. Questo fa sì che la stazione principale del comune di Roccastrada sia in realtà quella di Sticciano, a servizio dell'omonima frazione.